# 鶴田玲美
鶴田 玲美（つるた れみ、1997年4月18日 - ）は、日本の陸上競技選手。専門は短距離走。鹿児島県鹿児島市出身。大東文化大学文学部教育学科卒業。南九州ファミリーマート所属。

## 経歴
小学5年生の時にSCCで陸上競技を始める。鹿児島市立天保山中学校から鹿児島女子高等学校を経て大東文化大学に進学。学生時代は全国制覇の経験はなく、大学4年時の自己ベストは100m11秒89、200m24秒43で日本選手権の参加標準記録も突破していなかった。
卒業後の2020年、同年に地元開催の予定だった国体での入賞を目標に掲げ、南九州ファミリーマートに就職。
7月の東京選手権では女子100mを11秒81で優勝すると、200mでは大会新記録となる24秒05を叩き出し2冠達成。8月のAthlete Night Games in FUKUIでも100mで11秒48の自己ベストを更新し優勝。9月の全日本実業団対抗も100mを11秒79で優勝。10月には日本選手権初出場を果たし、100mは2位だったものの、200mで日本歴代3位となる23秒17を叩き出し優勝。
2021年8月5日、東京オリンピック陸上女子400mリレー予選に、青山華依、兒玉芽生、斎藤愛美と出場したが、43秒44で1組7着となり決勝には進めなかった。